# ام‌وی کلمبیا
ام‌وی کلمبیا (به انگلیسی: MV Columbia) یک کشتی است که طول آن 418 ft (127.406 m) می‌باشد. این کشتی در سال ۱۹۷۴ ساخته شد.